# 激マン!
『激マン!』（げきマン）は、永井豪による日本の漫画のシリーズ。「ノンフィクションにきわめて近いフィクション」と銘打った、永井自身のマンガ家人生を題材とした一代記であるが、フィクション部分も混じっている。『週刊漫画ゴラク』（日本文芸社）にて、以下の各編が連載された。
デビルマンの章
2010年6月4日号から隔号連載を開始した。2011年11月25日号で作者の過労による休載が告知されたが、2012年6月15日号から再開し、同年9月21日号まで断続的に連載された。
マジンガーZ編
2014年7月18日号から主に隔号で連載され、2016年7月29日号で「1章最終話」として一旦終了した。
キューティーハニー編
2016年8月12日号から“「キューティーハニー」映画化記念特別編”として開始され、2017年9月29日号まで主に隔号で連載された。
Z&グレート編
2018年1月12日号から同年4月20日号まで連載された（2月23日号まで毎号、以後隔号連載）。

## 概要
永井豪自身をモデルにした漫画家を主人公に、漫画制作の舞台裏やこぼれ話、漫画を取り巻く当時の世相、作品に込めた思いなどが綴られる。
本作で取り上げている漫画は、いずれもテレビアニメと連動して描かれた作品であり、それぞれのアニメ版に関しても触れられている。
主人公が変名にされる一方で、辻真先や石川賢などは実名で登場しており、劇中で使われる人名には実名と変名が混在する。『デビルマン』『ハレンチ学園』『マジンガーZ』などの作品名は実名、「帝映動画」（東映動画）、『少年マンガ人』（『少年マガジン』）など企業や商標に関わるものは基本的に変名が使用されている。しかし、「マジンガーZ編」以降は企業や商標に関わるものも実名で登場している。
「デビルマンの章」の最終話において、編集部の意向により主人公を美男子として描いたことが、ながい激という架空のキャラを創作した理由だと説明された。その回の終盤においては、作者自身が現実に近いタッチで描かれている。
「マジンガーZ編」以降、各編で主人公はその都度交代し、キャラクターデザイン的にも性格的にも変化がつけられ、それぞれの作品のイメージが反映されている。これについては「マジンガーZ編」第1話の中でナガイ激自身が、「デビルマン」の作者と「マジンガーZ」の作者は人格が違い、それぞれの作品に合った人格に切り替わる、と説明している。

## 各編の内容

### デビルマンの章
『デビルマン』執筆の舞台裏を中心に、主人公「ながい激」と編集部とのやりとりや、それに並行して連載していた『ハレンチ学園』の連載終了の経緯などが描かれる。作中で『デビルマン』のページが何度も挿入されるが、当時存在しなかった携帯電話や兵器が出てきたり、ソビエト連邦がロシアに変更されたりするなど、内容の一部が現代風に変えられている。
ながい激は幻視による予知能力を持っており、その時代には起こっていないが夢で見た事件（湾岸戦争や地下鉄サリン事件）を作品に反映させるという形で、21世紀の永井の主張が盛り込まれている。
ラストで『バイオレンスジャック』と『デビルマン』の関連を暗喩したところで、「デビルマンの章」は完結する。

### マジンガーZ編
年代的には「デビルマンの章」とほぼ同時期を扱っているが、主人公は「ナガイ激」に交代している。作中では、『デビルマン』を執筆していたながい激が執筆を終えて、『マジンガー』の仕事に意識を切り替えるとナガイ激に変化する、というシーンも描かれている。
ナガイ激が渋滞を見ていて、車が歩行したらと考えて、そこから巨大ロボット漫画『マジンガーZ』の構想が生まれ、テレビアニメの企画が先行し、渋る『週刊少年ジャンプ』編集部を説得して『ハレンチ学園』の終了後直ぐに『マジンガーZ』を連載開始する過程が描かれる。順調かと思われたアニメが、メインのスポンサーだった万創が経営悪化（後に倒産）したことにより消滅の危機に陥るが、新たなスポンサーであるポピーの出現で危機を脱したことが明かされる。
『ジャンプ』編集部はアニメとのタイアップには消極的で、しかもロボット・アクションは終わったジャンルだと『マジンガーZ』の連載には否定的であったが、マネージャーの実弟タカシが説得して、ナガイ激を休ませないという条件付きで連載を実現させる。しかし、アニメ放送開始後に『テレビマガジン』での並行連載の話が持ち上がると、『ジャンプ』側はそれを拒否した後、自誌での連載の打ち切りに至る。その一連の過程での、激やタカシと編集部との激しい軋轢も描かれている。
「デビルマンの章」と同様、リメイクされた『マジンガーZ』のページが作中に挿入される。
主人公の名前「風進→兜甲児」、主役機の名前「アイアンZ→エネルガーZ→マジンガーZ」、また主人公がバイクでロボットを操縦するという設定に『仮面ライダー』があるからと難色を示され、即興で激がスケッチブックに後のホバー・パイルダーを描いて変更するなど初期設定の変遷が明かされている。難癖に近い反対で潰えたバイクがコクピットになるという設定だったが、後にアニメ版『マジンガーZ』でダイアナンAと『真マジンガー 衝撃! Z編』でのエネルガーZのコクピットにバイクが採用された。
1章最終話では、過去の話のリメイクではなくマジンガーZに乗った兜甲児が「カイザー」と呼ばれる指導者に率いられるマジンガーに酷似したロボット軍団の世界に召喚される完全新規の物語が突然始まるが、その導入部分のみで「キューティーハニー編」に移行し、物語の全貌は不明である。

### キューティーハニー編
年代的には「マジンガーZ編」の直後となる『週刊少年チャンピオン』（秋田書店）連載版から話が始まるが、主人公は女性漫画家の「永居香激（ながい かげき）」に代わっている。さらに、ダイナミックプロのアシスタントやマネージャー、片腕として登場する石川賢も女性に変えられている。当編の一部では同時並行連載の『ドロロンえん魔くん』執筆についても触れられており、その際の主人公は悪ガキ少年「永居ワル激」となり、アシスタント（上述のとおり当編においては全員女性）らにスカートめくりなどのセクハラを行う。『SPA!』（扶桑社）連載版のエピソードでは、『キューティーハニー』連載のオファーをマネージャーから聞いた途端に男性の激から女性の香激に変化するというシーンも描かれている。
こうした女性キャラ化で顕著なように、それまでの各編よりフィクション性が増しているが、アニメ企画先行でテレビアニメと漫画の『チャンピオン』連載が立ち上がる過程が描かれる。リメイクされた『キューティーハニー』のページが作中に挿入されるのはそれまでと同様である。テレビアニメは視聴率では健闘していたが、放送局のNET（のちのテレビ朝日）が教育放送専門局として国の認可を取っていた関係で、裸のシーンが多いことが問題となり2クールで終了、漫画も連載を終える。
その18年後（1992年）の『週刊SPA!』からのオファーで『キューティーハニー』は復活する。毎号わずかなページ数で工夫を強いられるが、舞台を未来に移して新たな物語が描かれる。その後のOVA『新・キューティーハニー』やテレビアニメ『キューティーハニーF』と飯坂友佳子によるその漫画版、また香激による『WEEKLY漫画アクション』（双葉社）連載版（『キューティーハニー 天女伝説』）、実写映画第1作、テレビドラマ『キューティーハニー THE LIVE』、実写映画第2作『CUTIE HONEY -TEARS-』についても駆け足で触れられる。最後に作者が「72才のジジイ豪」に1コマですりかわり、キューティーハニー編は楽しかったけど疲れた、休ませてもらいたいなどと愚痴りつつ終わる。

### Z&グレート編
内容や年代の上では「マジンガーZ編」の続編にあたるが、主人公は「名貝激（ながい げき）」に交代している。挿入される『マジンガーZ』のページも「マジンガーZ編」の続きとなっているが1章最終話からはつながっておらず、当時『テレビマガジン』へ連載を移したことを反映してかコミカルな描写がやや多目になっている。また、同時期に石川賢（「石川ケン」と表記）が『ゲッターロボ』の連載を始めており、そちらについても激が石川にアドバイスするなどの関わりが描かれている。
マジンガーZに代わって新しいマジンガーを出すことになるまでの経緯が描かれるが、そのグレートマジンガーは最終話の最後のページに現れるのみで、交代劇自体は描かれずに終わる。これについては、同じページで作者自身が登場して、その頃からマンガ家生活が多忙をきわめ、ウラ話もあまり憶えていない、と釈明している。挿入される『マジンガー』のページにもグレートマジンガーは描かれず、ゴーゴン大公の登場で締めくくられる。

## 書誌情報
- 永井豪『激マン!』[1]日本文芸社〈ニチブンコミックス〉、全6巻
  1. 2010年9月9日発売 ISBN 978-4-537-12636-5
  2. 2010年12月8日発売 ISBN 978-4-537-12684-6
  3. 2011年3月19日発売 ISBN 978-4-537-12723-2
  4. 2011年8月18日発売 ISBN 978-4-537-12775-1
  5. 2011年12月28日発売 ISBN 978-4-537-12832-1
  6. 2012年11月28日発売 ISBN 978-4-537-12963-2

  - 『愛蔵版 激マン! デビルマンの章』日本文芸社、全3巻
    - 上 2019年6月28日発売 ISBN 978-4-537-13953-2
    - 中 2019年7月29日発売 ISBN 978-4-537-13956-3
    - 下 2019年8月30日発売 ISBN 978-4-537-13974-7
- 永井豪『激マン! マジンガーZ編』日本文芸社〈ニチブンコミックス〉、全5巻
  1. 2014年11月29日発売 ISBN 978-4-537-13226-7
  2. 2015年4月18日発売 ISBN 978-4-537-13270-0
  3. 2015年10月19日発売 ISBN 978-4-537-13354-7
  4. 2016年3月28日発売 ISBN 978-4-537-13419-3
  5. 2016年9月29日発売 ISBN 978-4-537-13485-8
- 永井豪『激マン! キューティーハニー編』日本文芸社〈ニチブンコミックス〉、全3巻
  1. 2017年3月18日発売 ISBN 978-4-537-13561-9
  2. 2017年7月10日発売 ISBN 978-4-537-13602-9
  3. 2018年1月9日発売 ISBN 978-4-537-13679-1
- 永井豪『激マン! Z&グレート編』日本文芸社〈ニチブンコミックス〉、2018年8月9日発売 ISBN 978-4-537-13791-0